# Havnbjerg (parochie)
Havnbjerg is een parochie van de Deense Volkskerk in de Deense gemeente Sønderborg. De parochie maakt deel uit van het bisdom Haderslev en telt 3792 kerkleden op een bevolking van 4325 (2004). 
De parochie ligt op het eiland Als en was tot 1970 deel van Als Nørre Herred. In dat jaar werd de parochie opgenomen in de nieuwe gemeente Nordborg. Deze ging in 2007 op in de vergrote gemeente Sønderborg.

## Kerk
De parochiekerk dateert uit halverwege de 12e eeuw. De oudste delen zijn gebouwd van kleine zwerfkeien waarover heen een witte pleisterlaag is aangebracht. De toren is een toevoeging uit de 19e eeuw.  Voor de reformatie was de kerk gewijd aan Maria.